# Lars-Göran Arwidson
Lars-Göran Arwidson (4 aprile 1946) è un ex biatleta svedese.

## Palmarès

### Olimpiadi invernali
- Bronzo a Grenoble 1968 nella staffetta 4x7,5 km.
- Bronzo a Sapporo 1972 nei 20 km.